# Grand Chœur de Montréal
Le Grand Chœur de Montréal (GCM) a été fondé en 1997 par Martin Dagenais et est toujours dirigé par son fondateur.
Le Grand Chœur de Montréal est composé d'une cinquantaine de choristes de haut niveau issus de la grande région de Montréal. Le répertoire classique varie d'une saison à l'autre, avec orchestre, piano ou a cappella. 

## Historique des concerts
Le Grand Chœur de Montréal donne trois à quatre concerts par année et parfois participe comme invité à des projets musicaux et également à enregistrer certaines œuvres ou compilations.
Le Grand Chœur de Montréal a interprété de nombreuses œuvres :
- 2006 : Messie de Händel (« concerts bénéfices » avec la fondation du CHUM)
- 2007 : Sept Paroles du Christ de Dubois, Stabat Mater de Poulenc, Requiem de Mozart, Requiem Flamenco de Paco Peña
- 2008 : Messe en Si de Bach
- 2009 : Carmina Burana de Carl Orff et les Libeslieder de J Brahms
- Pâques 2010: Les Sept Paroles du Christ de Th. Dubois et le Requiem de Rutter
- 17 juin 2010, le Grand Chœur de Montréal participe au Mondial Choral de Laval.
- 27 novembre 2010 : Messie de Händel avec l'orchestre I Musici de Montréal
- 3 avril 2011 : Requiem de Mozart avec l'orchestre I Musici de Montréal à Châteauguay
- 16 avril 2011 : La Passion selon St Jean de JS Bach avec l'orchestre I Musici de Montréal
- 8 juin 2013: DIxit Dominus de Haendel, Te Deum de Lully et Magnificat de Bach.
- 24 mai 2014, Requiem, Messe du Couronnement et Vêpres solennelles d'un confesseur de Mozart.

En juin 2009, le Grand Chœur de Montréal s'est doté d'une nouvelle équipe administrative, afin de permettre à son chef de se consacrer davantage aux aspects artistiques.